# 敖东城
敖东城，位于中国吉林省敦化市渤海街道，为一个省级文物保护单位，类型为古遗址，公布时间为1961年4月13日。该文物保护单位由敦化市文官所管理。
敖东城為渤海國歷史上第一個首都，其作為首都的地位長達五十年 (698–742)，直至742年遷都中京顯德府為止。